# Champniers (Vienne)
Champniers – miejscowość i gmina we Francji, w regionie Nowa Akwitania, w departamencie Vienne.
Według danych na rok 1990 gminę zamieszkiwało 400 osób, a gęstość zaludnienia wynosiła 20 osób/km² (wśród 1467 gmin regionu Poitou-Charentes Champniers plasuje się na 627. miejscu pod względem liczby ludności, natomiast pod względem powierzchni na miejscu 400.).